# Holme
För andra betydelser, se Holme (olika betydelser).
En holme är en liten, vanligen obebodd ö. Holmar återfinns bland annat i skärgårdar. Ordet används även i en vidare betydelse för små uppstickande bergknallar ute på fält (åkerholme) eller för fast mark omgärdat av en mosse eller sankmark. 

## Etymologi
Enligt Kurt Zilliacus namnforskning i Finlands skärgård har holm i fornsvenska syftat på ordet holmber, som allmänt har syftat på ’holme med jord och skog i inre skärgård’. Beteckningen holm- i dialektord som holmbo, holmbåt, holmhö, holmkäring, holmäng osv. har genomgående avsett holmar som plats för boende, betande (mjölkning), fodertäkt eller dylikt.  ”Holmarna” har varit nyttoland, sedan slutet av 1700-talet allmänt bebodda av fisketorpare och andra.
En forntida benämning på holme var ordet garn som förekommer exempelvis i namnet Södergarn och ögruppen Höggarn i Lidingö kommun. Södergarn var för cirka 1000 år sedan en separat ö skild från Lidingölandet och Höggarn skulle på 1500–1600-talen förmodligen ha benämnts Högholm eller i bestämd form Högholmen om den inte tidigare hade haft ett namn.

## Storlek och geografi
Bertil Hedenstierna gjorde på 1940-talet ett försök att systematisera uppdelningen i öar, holmar, kobbar och skär. Enligt hans definition var en ö minst 50 hektar stor, en holme 5–50 hektar stor, en kobbe under 5 hektar och ett skär mindre än 1000 kvadratmeter stor.
Kurt Zilliacus beskriver önamns geografi och storleksordning till följande "Kring öar och holmar utbreder sig mindre skär, klobbar och örar, som i sin tur är omgivna av grund, harur, hällar, kläppar, kobbar och blekor, bådar, grynnor och rev".
- Lista över kända holmar

### Finland

#### Öar och byar[2]
- Ernholm, ö och by i Nagu
- Kopparholm, ö och by i Nagu
- Lökholm, ö och by i Nagu
- Asterholma, ö och by i Brändö, Åland
- Baggholma, ö och by i Brändö, Åland
- Torsholma, ö och by i Brändö, Åland

### Sverige
- Reimersholme, ö och stadsdel i Stockholms innerstad

#### Mest frekventa namn[2]
- Långholm, Långholmen
- Tallholm, Tallholmen, Tallholmarna
- Lillholm, Lillaholmen
- Högholm, Högholmen, Högholmarna
- Björkholm, Björkholmen
- Storholm, Storholmen
- Brändholm, Brändholmen, Brändholmarna